# Łomianki Pawłowo
Łomianki Pawłowo – osiedle w mieście Łomianki, w województwie mazowieckim.
Obszarem osiedla jest obszar ograniczony:
- od zachodu granicą osiedla Łomianki Stare i sołectwa Łomianki Dolne wzdłuż osi ulicy Wiślanej,
- od północy granicą sołectwa Łomianki Dolne wzdłuż Jeziora Fabrycznego i wzdłuż ulicy Jeziornej,
- od wschodu granicą osiedla Łomianki Baczyńskiego wzdłuż linii równoległej do ulicy Jeziornej,
- od południa granicą osiedli Łomianki Majowe i Łomianki Centralne wzdłuż osi ulicy Warszawskiej.

## Ważne miejsca
- Jezioro Pawłowskie,
- Jezioro Fabryczne,
- Bazar GS,
- Boisko KSŁomianki.
- Orlik 2012
- Park przy jeziorze Fabrycznym

## Ulice osiedla
- Jeziorna
- gen. Mikołaja Bołtucia
- Pawłowska
- Fabryczna
- Jana Kiepury
- Spokojna
- ks. Henryka II Pobożnego
- adm. Krzysztofa Arciszewskiego
- Hersza Berga Raabego
- Zielonej Łąki
- Wiślana
- Warszawska